# Моздир Микола Іванович

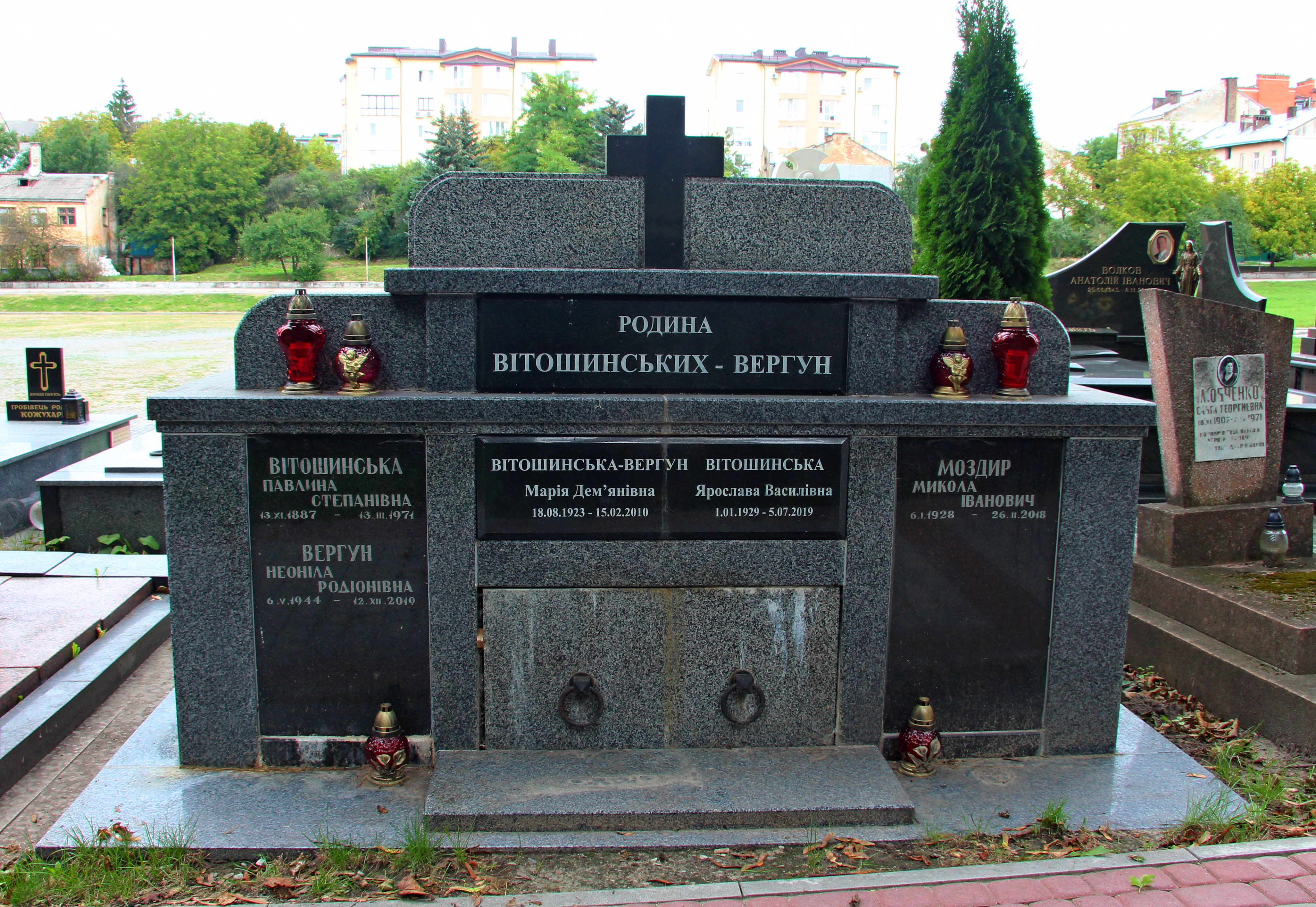
Родинний гробівець родин Вітошинських—Вергун

Мико́ла Іва́нович Мо́здир (6 січня 1928, Тайкури, Здолбунівський повіт, Волинське воєводство — 26 лютого 2018, Львів) — український мистецтвознавець, музейник, дослідник історії та теорії українського декоративно-прикладного мистецтва, української дерев'яної та сакральної скульптури. Кандидат мистецтвознавства (1977). Член Спілки радянських художників України з 1973 року.

## Життєпис
Ходив до школи в рідному селі, згодом — до середньої в Здолбунові. Закінчив Львівський державний університет імені Івана Франка, спеціалізуючись з теорії та історії мистецтв (1946—1950), серед його лекторів був знаний науковець Мечислав Ґембарович. Учителював. У 1960—2011 роках — науковий співробітник Музею етнографії та художнього промислу АН УРСР (пізніше — Інституту народознавства НАНУ) у Львові.
1963 року став заступником директора з наукової роботи Львівського музею українського мистецтва (тепер Національний музей імені Андрея Шептицького). З 1971 до 1983 року завідував відділом фондів та музеєзнавства, а з 1980, на громадських засадах, був заступником директора з наукової роботи Музею етнографії та художнього промислу. У 1983—1990 рр. очолював відділ мистецтвознавства Львівського відділення Інституту мистецтвознавства, фольклору та етнографії АН УРСР, після 1992 до 2011 — старший науковий співробітник відділу народного мистецтва Інституту народознавства НАН України.
Помер у Львові 26 лютого 2018 року, похований у родинному гробівці на Личаківського цвинтаря (поле № 86).

## Науковий доробок
У дебютному нарисі «Художні вироби із скла заводів Львівського раднаргоспу» (1963) висвітлив питання історії розвитку мистецьких особливостей виробництва гутного скла на Львівщині. Як мистецтвознавець-критик, писав публікації та укладав каталоги виставок про таких митців як Віктор Савин, Семен Грузберг, Валентин Борисенко, Григорі Смольський, Валентина Подольський, Олександр Пилєв, Дмитро Білинськогий, Василь Рафартарович і інші. Автор розділів у збірниках «Бойківщина» (1983), «Гуцульщина» (1987), «Поділля» (1994; усі — Київ), «Лемківщина» (Львів, 2002). Уклав альбом «Валентин Борисенко» (Київ, 1987). Готував докторську дисертацію на тему «Художні меблі в Україні в системі декоративно-прикладного мистецтва». Розробив і втілював у життя спецкурс «Українське народне мистецтво» на кафедрі історії та етнографії України (тепер кафедра етнології) Львівського національного університету імені Івана Франка. Підготував розділ про народні художні промисли для навчального посібника «Етнографія України» (1994). Серед праць — монографії «Українська народна дерев'яна скульптура» (1980), «Українська народна меморіальна скульптура» (1996), «Володимир Лупійчук — співець українського козацтва» (2005) та «Українська народна меморіальна пластика» (2009).